# Juan Bautista Alberdi
Juan Bautista Alberdi (San Miguel de Tucumán, 1810. augusztus 29. – Neuilly-sur-Seine, 1884. június 19.) argentin jogász, politikus, diplomata, író és zenész volt, az 1853-as argentin alkotmány részbeni szerzője.

## Élete
1810-ben született Tucumán városában. Anyja, Josefa Rosa de Aráoz de Valderrama belehalt a szülésbe, így apja, Salvador Alberdi egyedül nevelte a gyermeket. Hat évesen beiratkozott egy (egyébként Manuel Belgrano által alapított) általános iskolába, majd öt évvel később apját is elvesztette. Ezek után két testvére, Felipe és Tránsita gondoskodott róla, nekik köszönhette, hogy tanulmányait ösztöndíjjal Buenos Airesben folytathatta. 1824-ben iratkozott be a Colegio de Ciencias Morales nevű iskolába, ahova olyan későbbi hírességekkel járt együtt, mint Vicente Fidel López, José Antonio Wilde és Miguel Toribio Cané: utóbbival jó barátságba is került. Csakhogy nehezen bírta az iskola szigorúságát (fegyelmezési célzattal használták például az elzárást és a testi fenyítést is), ezért megkérte Felipe bátyját, hogy vegye ki őt ebből az intézményből. Így hivatalos tanulmányait végül befejezte, viszont folytatta neves európai gondolkodók könyveinek olvasását. Miközben például egy üzletben dolgozott alkalmazottként, Rousseau-t olvasott, zenét tanult (sőt, szerzett): gyakran mutatta be barátai előtt gitár-, zongora- és fuvolatudását.
1831-ben újrakezdte tanulmányait, méghozzá a Buenos Aires-i egyetemen, ahol jogot tanult. 1832-ben megírta első könyvét El espíritu de la música („A zene lelke”) címmel. A Juan Manuel de Rosas-féle Buenos Aires-i politikai rendszert azonban nyomasztónak érezte, ezért inkább elhagyta a Buenos Aires-i egyetemet, és Córdobában szerezte meg jogi diplomáját, majd visszatért Tucumánba. Felipe nevű bátyja addigra már Alejandro Heredia tucumáni kormányzó közeli munkatársa volt, így az ő segítségével be tudott szerezni a kormányzótól egy ajánlólevelet, amellyel a fővárosban felkereste Heredia egyik befolyásos barátját, Facundo Quirogát: ő elolvasta az írást, ami alapján azt javasolta Alberdinek, tanuljon tovább az Amerikai Egyesült Államokban, amelynek költségeit Quiroga kész is fedezni. Alberdinek tetszett az ötlet, de végül, amikor már majdnem útnak indult, mégis visszalépett, ráadásul néhány nappal ezek után Quirogát meggyilkolták.
1832-től létezett egy fiatal értelmiségiekből álló csoport, amely Marcos Sastre könyvesboltjában szokott összegyűlni: ez a csoport később 37-es nemzedék néven vonult be a történelembe. Tagja volt Alberdi mellett Juan María Gutiérrez és Esteban Echeverría is: utóbbi alapította meg 1835-ben az úgynevezett Irodalmi Szalont, ami az európai romantikához köthető új (politikai) eszmék terjesztésében játszott jelentős szerepet, és ők hárman alapítottak egy hasonló szervezetet is 1838-ban, az úgynevezett Asociación de la Joven Generación Argentinát („A Fiatal Argentin Nemzedék Egyesülete”).
1837-ben jelent meg egyik legjelentősebb műve, a Fragmento Preliminar al estudio del Derecho („Előzménytöredék a jogtudományhoz”), ahol az ország helyzetét elemezte és annak megváltoztatásához megoldásokat kínált. Bár ebben erőteljesen támadta a despotizmust, mégsem tett konkrét említést benne (a szerinte amúgy zsarnok) Rosasra, ezért például a Montevideóba száműzött Rosas-ellenes csoportoktól éles kritikákat kapott.
Ekkoriban Alberdi és Gutiérrez María Sánchez de Thompson házában bérelt egy szobát, amely arról volt híres, hogy az itt található zongorán adták elő (még jóval Alberdi ideköltözése előtt) először azt a dalt, amely később Argentína nemzeti himnusza lett. Ugyanitt szerezte Alberdi Minués Argentinos című zeneművét is.
Ugyancsak 1837-ben belefogott az újságszerkesztésbe is: ekkor jelent meg a később 23 számot megélt La Moda, gacetín semanal de música, poesía, literatura y costumbres („A divat – zenei, költészeti, irodalmi és szokásokkal kapcsolatos hetilap”) című lapja. Ebben a Figarillo szerzői álnevet használta, és igyekezett benne gúnyt űzni a rosista cenzúrából.
Rosas titkosrendőrsége azonban figyelni, majd üldözni kezdte a „37-es nemzedék” csoportosulást, ezért Alberdi 1838 novemberében (újszülött fiát Buenos Airesben hátrahagyva) Montevideóba települt át. Itt folytatta a politikai újságírást: több antirosista kiadvány megjelenésében közreműködött, köztük egy olyanban is, amely már címében is Rosas halálát követelte. Több színdarabot is írt, például a La Revolución de Mayót („A májusi forradalom”) és El Gigante Amapolast. Utóbbi egy Rosasszal és a polgárháború vezéreivel kapcsolatos szatíra.
1843 májusában Gutiérrezszel együtt Genován keresztül Párizsba indult, ahova szeptemberben érkezett meg, és ahol kétszer is találkozott José de San Martín szabadságharcossal. Mély benyomást tett rá a hazájáról őt kérdésekkel elárasztó idős tábornok egyszerűsége és életereje. Év végén visszautazott Dél-Amerikába, és Chilében telepedett le, ahol ezek után 17 évig élt, az idő legnagyobb részében Valparaísóban. Itt ügyvédként és újságíróként dolgozott. Egyik, a helyi El Comercióban megjelent írásában kifejtette azt az észrevételét, miszerint az Amerikai Egyesült Államok nem a dicsőségért harcol, hanem az előnyökért és a piacokért, és teret akarnak hódítani déli irányban. Szerinte az észak-amerikai ország politikája terjeszkedő és hódító.
Amikor értesült róla, hogy 1852. február 3-án a caserosi csatában Justo José de Urquiza győzelmet aratott Rosas felett, lázas munkába kezdett, és néhány hét alatt megírta egyik fő művét, a Bases y puntos de partida para la organización política de la República Argentinát („Alapok és kiindulópontok az Argentin Köztársaság politikai megszervezéséhez/szervezetéhez”). Ez az írás 1853 májusában jelent meg Chilében, majd júliusban újraszerkesztve ismét: ekkor már egy alkotmánytervezetet is csatolt hozzá. A művet elküldte Urquizának is, aki megköszönte; végül valóban ez az alkotás lett az 1853-as argentin alkotmány egyik alapforrása.
Míg az addig szintén Chilében élő Domingo Faustino Sarmiento csatlakozott Urquiza seregéhez, addig Alberdi Valparaísóban maradt, és figyelemmel kísérte az argentínai problémákat. Sarmiento azonban rövid időn belül csalódott Urquizában, Alberdit pedig azzal vádolta meg, hogy chilei ügynök: ő erre úgy válaszolt, hogy Sarmientót „tollharcos-vezérnek” és a „lakatlan Amerika tipikus termékének” titulálta. Alberdi csatlakozott az Urqiuza-féle konföderáció tervéhez: a paranái kormány kinevezte őt az Argentin Konföderáció ügyeiben Franciaország, Anglia, Spanyolország és a Vatikán kormányának irányában eljáró „nagykövetté”. 1855. április 15-én indult el Európába: először azonban az USA-t látogatta meg, ahol találkozott Franklin Pierce elnökkel, majd Londonban Viktória királynővel, végül megérkezett Párizsba, ahol ezek után 24 évig élt.
1858-ban Spanyolországban találkozott II. Izabella királynővel, akinél sikerült elérnie, hogy hivatalosan is ismerje el az Argentin Konföderációt. 1861 szeptemberében azonban a pavóni csatában Bartolomé Mitre legyőzte az Urquiza vezette konföderációs seregeket, aminek következtében a Konföderáció megszűnt. Mitre elbocsátotta eddigi állásából Alberdit, ráadásul az új kormány azt a két évnyi nagyköveti tiszteletdíjat sem fizette ki neki, amivel eddig tartozott, de még csak arra sem adtak pénzt, hogy hazatérhessen Európából. Alberdi, akinek egyetlen bevételi forrása egy chilei ingatlanának bérbeadásából származott, ekkor úgy vélekedett: Mitre csak Rosas korábbi politikáját folytatja, csak „más öltözetben”.
Amikor 1864-ben kitört a paraguayi nagy háború, Alberdi a szerinte modernebb és haladóbb paraguayiakat támogatta, Mitréről pedig azt mondta, „a hármas becstelenség háborúját” vezeti (utalva ezzel a Paraguay ellen harcoló Argentína–Brazília–Uruguay hármas szövetségre). A háborút végül Paraguay elvesztette: ennek hatására írta meg 1872-ben El Crimen de la Guerra („A háború bűne”) című művét, amelyben kifejti azt a véleményét, hogy a háborúban megszületett a katonai kormányzat, amelyet a jog és igazság helyett az erő vezérel: szerinte ez a kormány nem azt teszi erőssé, ami igazságos, hanem azt tekinti igazságosnak, ami erős.
1868-ban lejárt Mitre mandátuma, őt Sarmiento követte az elnöki székben, de Alberdi helyzete nem javult, hazatérését tovább kellett késleltetnie. Erre végül 1879-ben, Nicolás Avellaneda elnöksége idején került sor, amikor is Avallaneda és Julio Argentino Roca szövetségének képviselőjelöltjévé tették. Megérkezése után nem sokkal ünnepélyes fogadást rendeztek számára a Buenos Aires-i egyetemen, ahol a diákok éljenzéssel fogadták, majd ezekben a napokban találkozott Avellaneda elnökkel és az akkor belügyminiszteri tisztséget betöltő Sarmientóval is, akivel rendeződött a viszonyuk. Az El Nacional című lap úgy fogalmazott: vitájuk és ellentétük csak abból eredt, hogy ugyanazt a „hölgyet” szerették, és ez a „hölgy” nem volt más, mint a hazájuk.
A parlamentben döntő szerepet játszott a Buenos Aires föderalizációjáról szóló törvény vitájában: ez volt az a törvény, amely végül létrehozta a köztársaság szövetségi fővárosát.
Miután 1880-ban Roca személyében új elnök lépett hivatalba, az elnök azt javasolta, jelenjen meg állami kiadásban Alberdi összes műve. Mitre azonban erőteljes ellenkampányt indított ezen terv ellen, főként a La Nación hasábjain, így végül a szenátorok többsége el is utasította azt, sőt, azt is megakadályozták, hogy Alberdi ismét franciaországi nagykövet lehessen. Ő kissé megaláztatva érezte magát, és a politikába belefáradva végleg elhagyta Argentínát. 1881. augusztus 3-án indult el Franciaországba, ahol 1884-ben hunyt el Párizs közelében.

## Emlékezete
Róla nevezték el többek között Tucumán tartomány egyik megyéjét (Juan Bautista Alberdi megye) és annak székvárosát (Juan Bautista Alberdi), de az ő nevét viseli egy település Buenos Aires tartományban is.
Eredetileg Franciaországban, halálának helyén temették el, majd 1889-ben átszállították Buenos Airesbe, ahol újratemették a recoletai temetőbe. 1991-ben maradványait átszállították szülővárosába, San Miguel de Tucumánba, a recoletai temetőben pedig csak üres síremléke (kenotáfiuma) maradt. Szintén van egy üres síremléke a párizsi Père-Lachaise temetőben.